# Himalayaboomkruiper
De Himalayaboomkruiper (Certhia himalayana) is een zangvogel uit de familie van echte boomkruipers (Certhiidae).

## Verspreiding en leefgebied
Deze soort komt voor in het noordelijk gedeelte van de Himalaya in Afghanistan, India, Iran, Kazachstan, Myanmar, Nepal, Tibet, Rusland, Tadzjikistan, Turkmenistan en Oezbekistan en telt 4 ondersoorten:
- C. h. taeniura: de bergen van centraal Azië.
- C. h. himalayana: van oostelijk Afghanistan tot de centrale Himalaya.
- C. h. yunnanensis: van oostelijk Tibet en noordelijk Myanmar tot centraal China.
- C. h. ripponi: zuidwestelijk Myanmar.